# Andrzej Fiedor
Pour les articles homonymes, voir Fiedor.
Andrzej Wojciech Fiedor, né le 2 janvier 1946 à Koniówka et mort le 24 avril 2025 à Homer Glen, est un biathlète polonais.

## Biographie
Il obtient le titre de champion du monde junior de relais en 1967.
Son meilleur résultat sur la scène internationale est quatrième du relais des Jeux olympiques d'hiver de 1968 en compagnie de Józef Różak, Stanisław Łukaszczyk et Stanisław Szczepaniak.
La suite de sa carrière n'est pas à la hauteur des attentes en raison de problèmes au tir.
Il est présent aussi aux Jeux olympiques d'hiver de 1972, où il est 48e de l'individuel. Sa dernière sélection date des Championnats du monde 1974, où il enregistre son meilleur résultat individuel avec une 26e place.